# Sarah Thonig
Sarah Agrippine Thonig (München, 16. veljače 1992.) njemačka je kazališna, filmska i televizijska glumica. Živi i radi u Münchenu.

## Filmografija
- 2005. - Heiraten macht mich nervös (TV-film)
- 2012. - Dahoam is Dahoam (televizijska serija)
- 2012. - Lebenslänglich Mord – Die kleine Königin
- 2014. - Hotel 13 (televizijska serija, 49 nastavaka, glavna uloga)
- 2014. - Wasser und Sahne (kratki film)
- 2014. - Alles was zählt (televizijska serija)
- 2015. - Sturm der Liebe (televizijska serija)
- 2015. - Der Alte - nastavak Die Puppenspieler
- od 2015. - Die Rosenheim-Cops (televizijska serija, sporedna uloga)
- 2017. - Wilsberg (televizijska serija, Die fünfte Gewalt, gostujuća uloga)

## Izabrani kazališni nastupi
- Katzelmacher (2012., redateljica Anja Sczilinski, Residenztheater München)
- DNA (2013, redateljica Anja Sczilinski, Residenztheater München)
- Frühlingserwachen – Live fast, die young (2014., redateljica Anja Sczilinski, Residenztheater München)

## Vanjske poveznice
- Sarah Thonig u internetskoj bazi filmova IMDb-u (engl.)
- Službene stranice Sarah Thonig  Arhivirana inačica izvorne stranice od 2. ožujka 2017. (Wayback Machine)